# Championnat du Mali de football 2004
Navigation
Saison précédente Saison suivante
La saison 2004 du Championnat du Mali de football était la 37e édition de la première division malienne à poule unique, la Première Division. Les quatorze meilleurs clubs maliens sont regroupés au sein d'une poule unique où ils s'affrontent deux fois, à domicile et à l'extérieur. Les deux derniers du classement sont relégués en fin de saison et remplacés par les deux meilleurs clubs de Deuxième division.
C'est le club de Djoliba AC, dauphin depuis 4 ans du Stade malien, qui remporte la compétition après avoir terminé en tête du classement final, avec cinq points d'avance sur un duo composé du quadruple tenant du titre et du Centre Salif Keita. C'est le dix-neuvième titre de champion du Mali de l'histoire du club, qui réussit même le doublé en s'imposant en finale de la Coupe du Mali face à l'AS Nianan.

## Les clubs participants
| - Djoliba AC - AS Real Bamako - Cercle olympique de Bamako - USFAS Bamako - Centre Salif Keita - AS Commune II - AS Biton | - Stade malien - AS Tata National - AS Sigui Kayes - Promu de Deuxième division - AS Moribabougou - Promu de Deuxième division - AS Mandé Bamako - AS Nianan - AS Bamako |

## Compétition

### Classement
Le barème de points servant à établir le classement se décompose ainsi :
- Victoire : 3 points
- Match nul : 1 point
- Défaite : 0 point

| Rang | Équipe                     | Pts | J  | G  | N | P  | Bp | Bc | Diff |
| ---- | -------------------------- | --- | -- | -- | - | -- | -- | -- | ---- |
| 1    | Djoliba ACC                | 63  | 26 | 19 | 6 | 1  | 73 | 18 | +55  |
| 2    | Stade malienT              | 58  | 26 | 18 | 4 | 4  | 51 | 17 | +34  |
| 3    | Centre Salif Keita         | 58  | 26 | 18 | 4 | 4  | 52 | 20 | +32  |
| 4    | Cercle olympique de Bamako | 50  | 26 | 14 | 8 | 4  | 40 | 18 | +22  |
| 5    | AS Bamako                  | 44  | 26 | 13 | 5 | 8  | 33 | 26 | +7   |
| 6    | AS Real Bamako             | 43  | 26 | 12 | 7 | 7  | 36 | 26 | +10  |
| 7    | USFAS Bamako               | 33  | 26 | 9  | 6 | 11 | 25 | 32 | -7   |
| 8    | AS Commune II              | 29  | 26 | 8  | 5 | 13 | 26 | 41 | -15  |
| 9    | AS Biton                   | 28  | 26 | 9  | 1 | 16 | 22 | 40 | -18  |
| 10   | AS Nianan                  | 27  | 26 | 8  | 3 | 15 | 22 | 36 | -14  |
| 11   | AS Mandé Bamako            | 23  | 26 | 6  | 5 | 15 | 20 | 34 | -14  |
| 12   | AS Sigui KayesP            | 23  | 26 | 7  | 2 | 17 | 24 | 66 | -42  |
| 13   | AS Tata National           | 20  | 26 | 4  | 8 | 14 | 25 | 46 | -21  |
| 14   | AS MoribabougouP           | 13  | 26 | 3  | 4 | 19 | 17 | 46 | -29  |

|  | Qualification pour la Ligue des champions de la CAF 2005                             |
|  | Qualification pour la Coupe de la confédération 2005                                 |
|  | Participation au barrage de promotion-relégation                                     |
|  | Relégation en Deuxième division                                                      |
|  | T : Tenant du titre C : Vainqueur de la Coupe du Mali P : Promu de Deuxième division |

### Barrage de promotion-relégation
Théoriquement, l'AS Tata National aurait dû être reléguée en compagnie de l'AS Moribabougou, ayant terminé aux deux dernières places du classement et être remplacées par les clubs vainqueurs des deux poules de Deuxième division. Cependant, un repêchage va avoir lieu car, à la suite de la suspension de tous les clubs de la poule A pour conduite anti-sportive; l'AS Tata National se voit offrir la possibilité de garder sa place parmi l'élite, s'il sort victorieux d'un barrage face au deuxième de la poule B, l'AS Bakaridjan.
| Équipe 1         | Résultat | Équipe 2           |
| ---------------- | -------- | ------------------ |
| AS Tata National | 1 - 0    | (D2) AS Bakaridjan |

## Bilan de la saison
| Championnat du Mali de football 2004 |                        |
| Champion                             | Djoliba AC (19e titre) |
| Coupes et trophées                   |                        |
| Vainqueur de la Coupe du Mali 2004   | Djoliba AC             |
| Qualifications continentales         |                        |
| Ligue des champions de la CAF 2005   | Djoliba AC             |
| Coupe de la confédération 2005       | AS Nianan              |
| Promotions et relégations            |                        |
| Promus en Division 1                 | AS Débo Club de Mopti  |
| Relégués en Division 2               | AS Moribabougou        |